# Curetis egena
Curetis egena är en fjärilsart som beskrevs av Felder 1865. Curetis egena ingår i släktet Curetis och familjen juvelvingar. Inga underarter finns listade i Catalogue of Life.